# Rajhorodok (Berdytschiw)
Rajhorodok (ukrainisch Райгородок; russisch Райгородок Raihorodok, polnisch Rajgródek) ist ein Dorf in der ukrainischen Oblast Schytomyr mit etwa 800 Einwohnern.

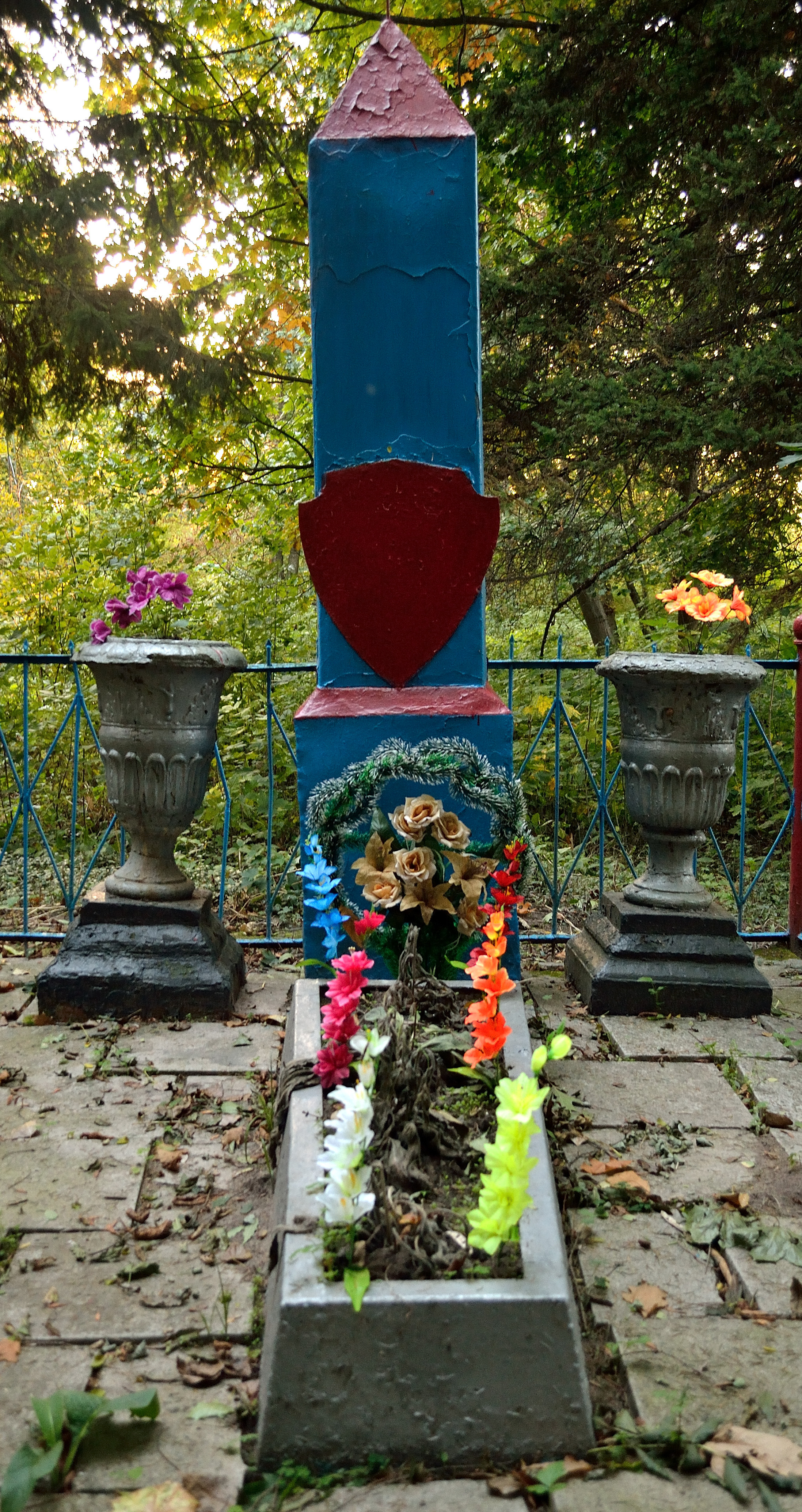
Grab des unbekannten Soldaten im Ort

Das erstmals 1649 schriftlich erwähnte Dorf liegt an der Regionalstraße R-31 am Fluss Hnylopjat (Гнилоп'ять), 16 km westlich vom Rajonszentrum Berdytschiw und 52 Kilometer südwestlich vom Oblastzentrum Schytomyr entfernt.
Es lag ab 1795 im russischen Gouvernement Wolhynien, war ab 1923 ein Teil der Ukrainischen SSR, seit 1991 dann Teil der heutigen Ukraine.

## Verwaltungsgliederung
Am 20. August 2018 wurde das Dorf zum Zentrum der neugegründeten Landgemeinde Rajhorodok (ukrainisch Райгородоцька сільська громада/Rajhorodozka silska hromada), zu dieser zählten auch noch die 10 in der untenstehenden Tabelle aufgelisteten Dörfer bis dahin bildete es zusammen mit den Dörfern Lemeschi und Martyniwka die gleichnamige Landratsgemeinde Rajhorodok (Райгородоцька сільська рада/Rajhorodozka silska rada) im Südwesten des Rajons Berdytschiw.
Am 12. Juni 2020 kamen noch die 10 Dörfer Benediwka, Bohdaniwka, Bystryk, Hardyschiwka, Kostjantyniwka, Kustyn, Lissowa Slobidka, Osadiwka, Romaniwka und Schytynzi zum Gemeindegebiet.
Folgende Orte sind neben dem Hauptort Rajhorodok Teil der Gemeinde:
| Name                     | Name              | Name                                    |
| ukrainisch transkribiert | ukrainisch        | russisch                                |
| ------------------------ | ----------------- | --------------------------------------- |
| Andrijaschiwka           | Андріяшівка       | Андрияшевка (Andrijaschewka)            |
| Benediwka                | Бенедівка         | Бенедовка (Benedowka)                   |
| Bohdaniwka               | Богданівка        | Богдановка (Bogdanowka)                 |
| Burjaky                  | Буряки            | Буряки (Burjaki)                        |
| Bystryk                  | Бистрик           | Бистрик (Bistrik)                       |
| Hardyschiwka             | Гардишівка        | Гардышевка (Gardyschewka)               |
| Kostjantyniwka           | Костянтинівка     | Константиновка (Konstantinowka)         |
| Kustyn                   | Кустин            | Кустин (Kustin)                         |
| Lemeschi                 | Лемеші            | Лемеши                                  |
| Lissowa Slobidka         | Лісова Слобідка   | Лесовая Слободка (Lessowaja Slobodka)   |
| Lissowe                  | Лісове            | Лесовое (Lessowoje)                     |
| Ljubomyrka               | Любомирка         | Любомирка (Ljubomirka)                  |
| Martyniwka               | Мартинівка        | Мартыновка (Martynowka)                 |
| Markuschi                | Маркуші           | Маркуши                                 |
| Myrne                    | Мирне             | Мирное (Mirnoje)                        |
| Obuchiwka                | Обухівка          | Обуховка (Obuchowka)                    |
| Osadiwka                 | Озадівка          | Озадовка (Osadowka)                     |
| Romaniwka                | Романівка         | Романовка (Romanowka)                   |
| Schytynzi                | Житинці           | Житинцы (Schitinzy)                     |
| Welyka Pjatyhirka        | Велика П'ятигірка | Великая Пятигорка (Welikaja Pjatigorka) |